# Струнный оркестр Люцернского фестиваля

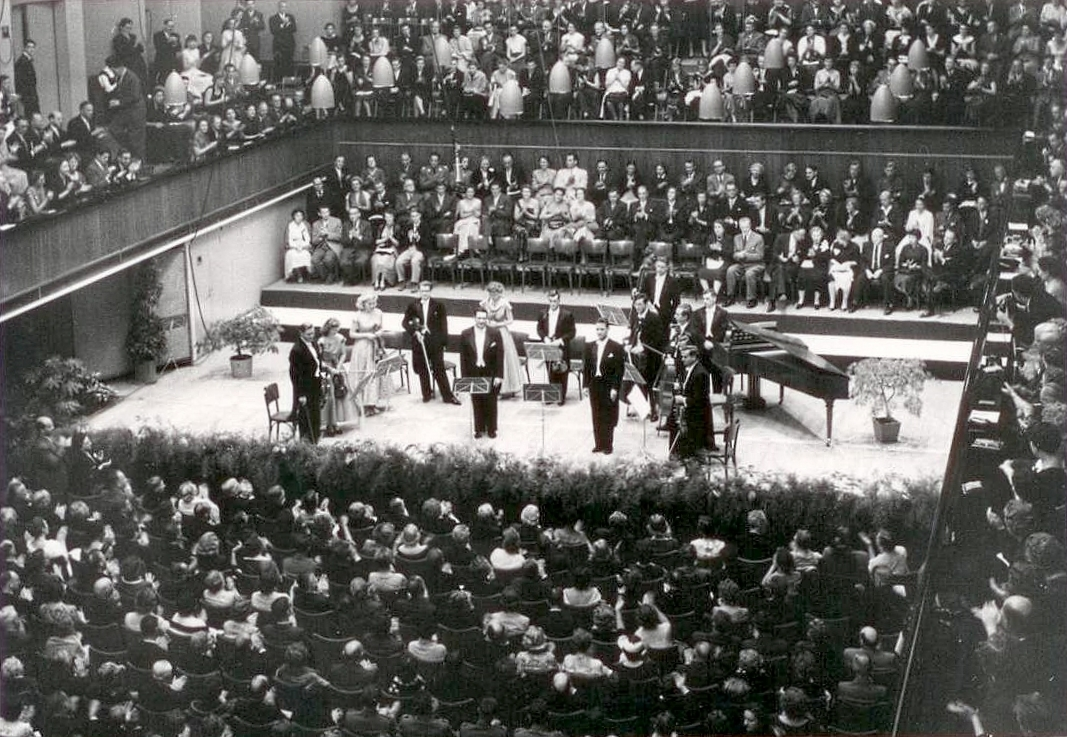

Струнный оркестр Люцернского фестиваля (англ. Festival Strings Lucerne) — швейцарский камерный оркестр из Люцерна, основанный в 1956 году художественным руководителем Международных музыкальных недель в Люцерне Рудольфом Баумгартнером и скрипачом и композитором Вольфгангом Шнайдерханом. Коллектив много гастролирует по миру, участвует в ведущих музыкальных фестивалях. Среди записей оркестра, выполненных в новейшее время, выделяются цикл из всех камерных (юношеских) симфоний Феликса Мендельсона, клавирные концерты Иоганна Себастьяна Баха (с молодым пианистом Мартином Штадтфельдом) и проект «Диалог», в рамках которого каждый диск содержит произведение классического репертуара и что-либо из более новой музыки (так, Шуберт соседствует на диске серии «Диалог» с Антоном Веберном, а Бах — со Стивом Райхом и Джоном Адамсом).

## Руководители
- Рудольф Баумгартнер (1956—1998)
- Ахим Фидлер (с 1998 г.)